# Pergagrapta esenbeckii
Pergagrapta esenbeckii – gatunek błonkówki z rodziny Pergidae.

## Taksonomia
Gatunek ten został opisany w 1880 roku przez Johna O.Westwooda pod nazwą Perga esenbeckii. Jako miejsce typowe podał on  okolice Rzeki Łabędziej w stanie Australia Zachodnia. Syntypem była samica. W 1939 roku Robert Bernard Benson przeniósł go do rodzaju Pergagrapta.

## Zasięg występowania
Pergagrapta esenbeckii występuje w australijskich stanach Australia Zachodnia, Queensland, Nowa Południowa Walia i Wiktoria.